# 子鶩
子鶩（1973年 ?月?日—1996年5月18日），原名譚天富，《海闊天空》一書的作者。就讀聖伯多祿中學及香港城市大學，為先天性血友病患者。雖然自小經常出入醫院，但仍然為人樂觀，依然永不放棄，維持理想。可惜因輸血時感染愛滋病，於1996年5月18日病逝，享年23歲。
子鶩寫下《海闊天空》一書，訴說自己與病魔對抗的一生，講述他和一群病友的生命故事，展示了他們的奮鬥歷程，也呈現了人世間的真情誼。
子鶩的遺作《海闊天空》由突破出版社於1995年5月1日出版，銷量及口碑均佳，入選1998-99「中學生好書龍虎榜」十本好書，榮獲1998「湯清文藝獎」卓越成就獎，及獲選1996香港書展「心愛的書」榜首。
他的母親李慧珍傷痛之餘，並沒有消沉，寫了一部小說《地久天長》以懷念兒子，紀念母子兩人自強不息的奮鬥。
1998年，香港話劇團於香港藝術節上演《地久天長》話劇。由著名編劇家杜國威為紀念其忘年小友子鶩而創作，並由著名舞台劇導演毛俊輝執導。「他帶着陽光抱着愛，步過短促卻豐盛的人生」，一幀簡短的句子，便是《地久天長》要帶給觀眾的訊息。話劇於2001年重演，分別由譚偉權和潘燦良飾演子鶩，並分別由雷思蘭和秦可凡飾演母親。
繼話劇上的成功，杜國威於2001年執導電影《地久天長》，由英皇電影發行。除了獲得德國柏林電影節邀請成為觀摩電影之外，張艾嘉（飾演母親李慧珍）贏得當年香港電影金像獎最佳女主角。而何超儀獲提名最佳女配角。二人真情流露的表現倍受稱讚，獲得多項電影獎項的提名。
2007年，香港城市大學合唱團創作音樂劇，發揚校友子鶩堅毅不屈的精神。音樂劇到內地各大學表演，反應熱烈。
2013年，青少年愛滋教育藝術節以《海闊天空》音樂劇作為開幕表演，由《歲月如歌》作曲家兼唱作人徐偉賢擔任音樂總監。